# Trilepida nicefori
Trilepida nicefori là một loài rắn trong họ Leptotyphlopidae. Loài này được Dunn mô tả khoa học đầu tiên năm 1946.